# Comes rerum privatarum
Der comes rerum privatarum (griechisch κόμης τη̑ς ἰδικη̑ς παρουσίας), auch als comes rei privatae bezeichnet (im Sinne eines Beauftragten für Privatangelegenheiten), war eine wichtige Amtsperson am spätrömischen Kaiserhof, der das kaiserliche Krongut verwaltete.
Das kaiserliche Privatgut war bereits in der frühen und hohen Kaiserzeit sehr umfassend und wuchs im Laufe der Zeit ständig an. In der Zeit nach Augustus, der zwischen staatlichen und seinen privaten Gütern unterschieden hatte, wurde kaiserlicher Privatbesitz (patrimonium) zum Krongut, wenngleich weiterhin rechtlich zwischen Privat- und Staatsvermögen unterschieden wurde. Dieses Krongut stand dann den jeweils nachfolgenden Kaisern zur Verfügung. Die römischen Kaiser waren die größten Landbesitzer des Imperiums mit ausgedehnten Ländereien und Villen. Der Umfang des kaiserlichen Privatbesitzes ist kaum genau zu ermitteln und war über das gesamte Imperium verteilt, besonders in Italien und in Africa war dieser aber offenbar beachtlich. Im Rahmen von Verratsprozessen ging das Privatgut von Verurteilten in den Besitz des Staates über, ebenso profitierten die Kaiser von herrenlosen Besitztümern; seit der Zeit Konstantins des Großen kam konfisziertes Tempelgut hinzu.
Der comes rerum privatarum (unter Diokletian ist das Amt noch als magister rei privatae belegt) war seit der konstantinischen Zeit für die Verwaltung und finanzielle Nutzung der kaiserlichen Güter verantwortlich, wobei die Abgrenzung seines Kompetenzbereichs gegenüber dem comes sacrarum largitionum, der die staatliche Kasse verwaltete, nicht immer klar war. Beide verfügten jeweils über einen eigenen Verwaltungsstab und über lokale Amtspersonen in den Provinzen. Der comes rerum privatarum hat zudem die Nutzung einzelner Teile des umfangreichen Kronguts gegen Gebühren auf Zeit verpachtet. Teils wurden Besitztümer auch an kaiserliche Günstlinge verkauft oder verschenkt.
Des Weiteren zählten beide comites zu den wichtigsten Hofbeamten und verfügten entsprechend über einen ständigen Sitz im Staatsrat (consistorium), wobei sie den Titel eines vir illustris trugen. Im 6. Jahrhundert schwand die Bedeutung des comes rerum privatarum im Ostreich, wo dessen Aufgaben nun vom sacellarius (sakellarios) übernommen wurden.

## Amtsinhaber (in Auswahl)
- 350: Marcellinus
- 369/70: Fortunatianus
- 383: Ammianus
- 387: Nummius Aemilianus Dexter
- 395: Hosius
- Flavius Peregrinus Saturninus (wohl Anfang 5. Jahrhundert)